# Liège-Bastogne-Liège 1960
La 46e édition de Liège-Bastogne-Liège a eu lieu le 8 mai 1960 et a été remportée par le Néerlandais Albertus Geldermans. 

## Déroulement de la course
Grand favori de cette quarante-sixième Doyenne, le Belge Rik Van Looy ne parvient pas à s'imposer dans la classique ardennaise. En effet, le Néerlandais Albertus Geldermans fausse compagnie au peloton et franchit en tête les trois dernières difficultés de la course (la côte de la Bouquette à Heusy, la côte de Mont-Theux et la côte des Forges) avant de basculer sur Liège en maintenant un écart de deux minutes à l'arrivée située aux Terrasses. sur le boulevard d'Avroy. Rik van Looy règle le sprint du peloton pour la quatrième place à plus de trois minutes.
135 coureurs étaient au départ. 52 rejoignent l'arrivée.

## Classement
| n° | Coureur              | Équipe          | Temps           |
| -- | -------------------- | --------------- | --------------- |
| 1  | Albertus Geldermans  | Saint-Raphaël   | 6 h 40 min 23 s |
| 2  | Pierre Everaert      | Rapha-Gitane    | à 2 min 01 s    |
| 3  | Joseph Planckaert    | Wiel's-Flandria | à 2 min 53 s    |
| 4  | Rik Van Looy         | Faema           | à 3 min 27 s    |
| 5  | Jean Graczyk         | Helyett-Leroux  | m.t.            |
| 6  | Martin van der Borgh | Locomotief      | m.t.            |
| 7  | René Privat          | Mercier-BP      | m.t.            |
| 8  | Henri De Wolf        | Helyett-Leroux  | m.t.            |
| 9  | Michel Stolker       | Helyett-Leroux  | m.t.            |
| 10 | Marcel Janssens      | Dr. Mann        | m.t.            |